# Bulgarien i olympiska sommarspelen 1896
Enligt Bulgariens Olympiska Kommitté så ska en gymnast ha tävlat för Bulgarien vid de olympiska sommarspelen 1896 i Aten.  Det gör att Bulgarien ofta räknas till en av de fjorton länder som hade deltagare på plats vid de första olympiska spelen. Gymnasten Charles Champaud som egentligen var schweizare men bosatt i Bulgarien vid tiden för spelen deltog i tre grenar vid tävlingarna i gymnastik men han tog inte någon medalj.